# Österreich-ungarische Streitkräfte des Okkupationsfeldzugs in Bosnien 1878
Dies ist eine schematische Übersicht jener Einheiten und Kommandeure der k.u.k. Armee, die am Okkupationsfeldzug in Bosnien vom 29. Juli bis zum 20. Oktober 1878 teilnahmen.
Die Organisationsstruktur ist bis zur Brigadeebene aufgegliedert. Auf die Auflistung von Einheiten unterhalb der Brigadeebene wurde auch verzichtet, die Armeen, Korps oder Divisionen direkt unterstellt waren. Bei den hinter den Einheiten in Klammern gesetzten Offizieren handelt es sich um den jeweiligen Befehlshaber. Für die Dienstgradbezeichnungen werden folgende Abkürzungen verwendet:
- FZM = Feldzeugmeister
- FML = Feldmarschallleutnant
- GM = Generalmajor
- O = Oberst
- OTL = Oberstleutnant

## Erste Mobilisierung
Zur Okkupation Bosniens wurde das XIII. Korps unter dem Kommando von FZM Joseph Philippović von Philippsberg bestimmt. Mit der Okkupation der Herzegowina wurde die 18. Infanterie-Truppen-Division unter dem Kommando von FML Stephan von Jovanović beauftragt. Bei gemeinsamen Operationen war FZM Joseph Philippović von Philippsberg gegenüber FML Stephan von Jovanović weisungsbefugt. Die Mobilisierung begann für einen Teil bereits Ende Juni. Für den anderen Teil wurde die Mobilisierung am 2. Juli angeordnet. Der Aufmarsch in Kroatien und Slawonien dauerte vom 10. bis 26. Juli. Auch mobilisiert wurden die Besatzungstruppen in Dalmatien (Militär-Kommando Zara), die Festungsartilleriegarnisonen an der Save, Brod und Alt-Gradiska sowie 3 Feldeisenbahnabteilungen im Grenzgebiet. Die 36. Infanterie-Truppen-Division nahm den erhöhten Friedensstand an und war verantwortlich für den Grenzschutz in Kroatien. Den Befehl zur Invasion am 29. Juli erhielt die Streitmacht einen Tag zuvor.

### XIII. Korps
Das Korps besaß eine Stärke von 55.633 Mann und 87 Geschützen.
Oberbefehlshaber: FZM Joseph Philippović von Philippsberg

Generalstabschef: O Leonidas Popp

- 6. Infanterie-Truppen-Division (FML Carl von Tegetthoff)
  - 1. Gebirgs-Brigade (O Carl Polz von Ruttersheim)
  - 2. Gebirgs-Brigade (O Georg Lemaic)
  - 3. Gebirgs-Brigade (GM Eugen Müller)
- 7. Infanterie-Truppen-Division (FML Wilhelm von Württemberg)
  - 1. Gebirgs-Brigade (O Friedrich von Villecz)
  - 2. Gebirgs-Brigade (GM Karl Salvator von Österreich-Toskana)
  - 3. Gebirgs-Brigade (GM Adalbert Sametz)
- 20. Infanterie-Truppen-Division (FML Ladislaus Szapáry)
  - 39. Infanterie-Brigade (GM Emerich Kaiffel)
  - 40. Infanterie-Brigade (O Georg von Déesy)

Dem Korps war die 13. Kavallerie-Brigade (O Georg von Scotti) direkt unterstellt.

### 18. Infanterie-Truppen-Division
Die Division besaß eine Stärke von 17.080 Mann und 24 Geschützen.
Befehlshaber: FML Stephan von Jovanović
- 1. Gebirgs-Brigade (GM Nikolaus Thodorovich)
- 2. Gebirgs-Brigade (O Eugen von Klimburg)
- 3. Gebirgs-Brigade (GM Conrad Schluderer von Traunbruck)

### Militär-Kommando Zara
Das Kommando hatte eine Stärke von 9.400 Mann.

## Zweite Mobilisierung
Zur erneuten Verstärkung der Operationsstreitmacht verfügte am 19. August Franz Joseph I.   die Mobilisierung zum 21. August folgender Korpskommandos und Divisionen:
- III. Armeekorps
- IV. Armeekorps
  - 13. Infanterie-Truppen-Division
  - 31. Infanterie-Truppen-Division
- V. Armeekorps
  - 14. Infanterie-Truppen-Division
  - 33. Infanterie-Truppen-Division

Die neu mobilisierten Truppen verstärkten die bereits im Einsatz befindlichen Streitkräfte um 68.500 Mann (davon kämpfend: 52.400 Infanteristen und 2.800 Kavalleristen) sowie um 96 Feld- und 8 Gebirgsgeschütze. Die gesamte Operationsstreitmacht wurde zur II. Armee zusammengefasst. Zum Befehlshaber der Armee wurde FZM Joseph Philippović von Philippsberg ernannt. Dessen Nachfolge als Befehlshaber des XIII. Armeekorps übernahm der am 20. August zum Feldzeugmeister beförderte Wilhelm von Württemberg. Aufgrund der schlechten Straßenverhältnisse wurden zudem die technischen Truppen aufgestockt. Die Infanterie-Truppen-Division Nr. 1, 4 und 20 wurden vom XIII. Armeekorps gelöst und dem III. Armeekorps unterstellt. Insgesamt waren inklusive der Besatzungstruppen in Dalmatien und des Grenzschutzes in Kroatien und Slavonien 268.633 Mann in Verwendung, wovon ca. 145.000 kämpfend im Okkupationsgebiet im Einsatz waren.

### II. Armee
Die Armee verfügte über 208 Feldgeschütze und 68 Gebirgsgeschütze, wovon 8 Gebirgsgeschütze der Armee bzw. dem Armeekommando direkt unterstellt waren.

#### Armeekommando
Befehlshaber: FZM Joseph Philippović von Philippsberg

Generalstabschef: GM Ludwig von Cornaro
Der Armee war die 14. Kavallerie-Brigade (O Carl von Lasollaye) direkt unterstellt.

#### Armee-General-Kommando (Intendanz)
Chef des Armee-General-Kommandos: GM Franz Stransky von Dresdenberg

Stellvertreter: O Norbert Némethy

#### III. Armeekorps
Das Korps verfügte über 64 Feld- und 4 Gebirgsgeschütze, die den Divisionen zugeteilt wurden: der 1. ITD 16 Feldgeschütze, der 4. ITD 24 Feldgeschütze und 4 Gebirgsgeschütze, der 20. ITD 24 Feldgeschütze.
Befehlshaber: FML Ladislaus Szapáry

Generalstabschef: OTL Hugo Milde von Helfenstein
- 1. Infanterie-Truppen-Division (GM Joseph von Vécsey)
  - 1. Infanterie-Brigade (O Arnold König)
  - 71. Infanterie-Brigade (GM Ludwig von Pistory)
- 4. Infanterie-Truppendivisionen (FML Josef Pelikan von Plauenwald)
  - 7. Infanterie-Brigade (GM Johann von Waldstätten)
  - 8. Infanterie-Brigade (O Moritz von Bruckner)
- 20. Infanterie-Truppendivisionen (GM Emerich Kaiffel)
  - 39. Infanterie-Brigade (GM Friedrich von Bouvard)
  - 40. Infanterie-Brigade (O Georg von Déesy)

#### IV. Armeekorps
Das Korps verfügte über 48 Feldgeschütze, die jeweils zu 24 auf die Divisionen verteilt waren.
Befehlshaber: FML Carl von Bienerth

Generalstabschef: OTL Hans von der Schulenburg
- 13. Infanterie-Truppen-Division (GM Joseph von Vécsey)
  - 25. Infanterie-Brigade (O Carl von Kaysersheimb)
  - 26. Infanterie-Brigade (GM Georg Budich)
- 31. Infanterie-Truppen-Division (FML Georg von Kees)
  - 61. Infanterie-Brigade (O Nikolaus Killić)
  - 62. Infanterie-Brigade (GM Franz von Gugg)

#### V. Armeekorps
Das Korps verfügte über 48 Feldgeschütze, die jeweils zu 24 auf die Divisionen verteilt waren.
Befehlshaber: FML Hermann von Ramberg

Generalstabschef: O E. von Handel-Mazzetti
- 14. Infanterie-Truppen-Division (GM Ludwig von Pielsticker)
  - 27. Infanterie-Brigade (GM Franz Gammel)
  - 28. Infanterie-Brigade (GM Wilhelm Reinländer)
- 33. Infanterie-Truppen-Division (GM Joseph von Appel)
  - 65. Infanterie-Brigade (GM Eduard Mingazzi di Modigliano)
  - 66. Infanterie-Brigade (GM Sigmund Pollatschek von Nordwall)

#### XIII. Armeekorps
Dem Korps standen insgesamt 40 Feld- und 40 Gebirgsgeschütze zur Verfügung, wovon jeder Infanterie-Truppen-Division 16 Geschütze zugeteilt waren.
Befehlshaber: FZM Wilhelm von Württemberg

Generalstabschef: OTL Eugen Albori
- 6. Infanterie-Truppen-Division (FML Carl von Tegetthoff)
  - 1. Gebirgs-Brigade (O Carl Polz von Ruttersheim)
  - 2. Gebirgs-Brigade (O Georg Lemaic)
  - 3. Gebirgs-Brigade (GM Franz Latterer von Lintenburg)
- 7. Infanterie-Truppen-Division (GM Eugen Müller)
  - 1. Gebirgs-Brigade (O Friedrich von Villecz)
  - 2. Gebirgs-Brigade (GM Karl Salvator von Österreich-Toskana)
  - 3. Gebirgs-Brigade (GM Adalbert Sametz)
- 36. Infanterie-Truppen-Division (FML Georg Stubenrauch von Tannenburg)
  - 2. Infanterie-Brigade (O Hermann Mallner von Marsegg)
  - 72. Infanterie-Brigade (GM Paul Zach)

Dem Korps war die 13. Kavallerie-Brigade (O Georg von Scotti) direkt unterstellt.

#### 18. Infanterie-Truppen-Division
Die 18. Division wurde durch ein Infanterieregiment aus Triest und ein Jägerbataillon aus Ragusa verstärkt, die als 4. Gebirgs-Brigade zusammengefasst wurden. Es standen 8 Feld- und 16 Gebirgsgeschütze zur Verfügung.
Befehlshaber: FML Stephan von Jovanović
- 1. Gebirgs-Brigade (GM Nikolaus Thodorovich)
- 2. Gebirgs-Brigade (O Eugen von Klimburg)
- 3. Gebirgs-Brigade (GM Conrad Schluderer von Traunbruck)
- 4. Gebirgs-Brigade (O Carl von Urban)

#### Militär-Kommando Zara
Die Besatzungstruppen in Dalmatien wurden durch zwei Infanterieregimenter aus Nordböhmen verstärkt. Es standen 4 Feld- und 4 Gebirgsgeschütze zur Verfügung.
Befehlshaber: FZM Gabriel von Rodich

Generalstabschef: O Carl von Blažekovič

- Reserve-Gebirgs-Brigade (GM Stephan Csikos)
- 20. Infanterie-Brigade (GM Anton von Nagy)

Artilleriechef des Kommandos war O Rudolph Lenk von Wolfsberg.

#### General-Kommando Agram
- 83. Landwehr-Brigade
- 25. Halbbrigade
- 26. Halbbrigade